# الغوضة (بعدان)

تعديل مصدري - تعديل

الغوضة هي إحدى قرى عزلة المنار بمديرية بعدان التابعة لمحافظة إب، بلغ تعداد سكانها 557 نسمة حسب تعداد اليمن لعام 2004.